# Complexe funéraire de Xiaohe

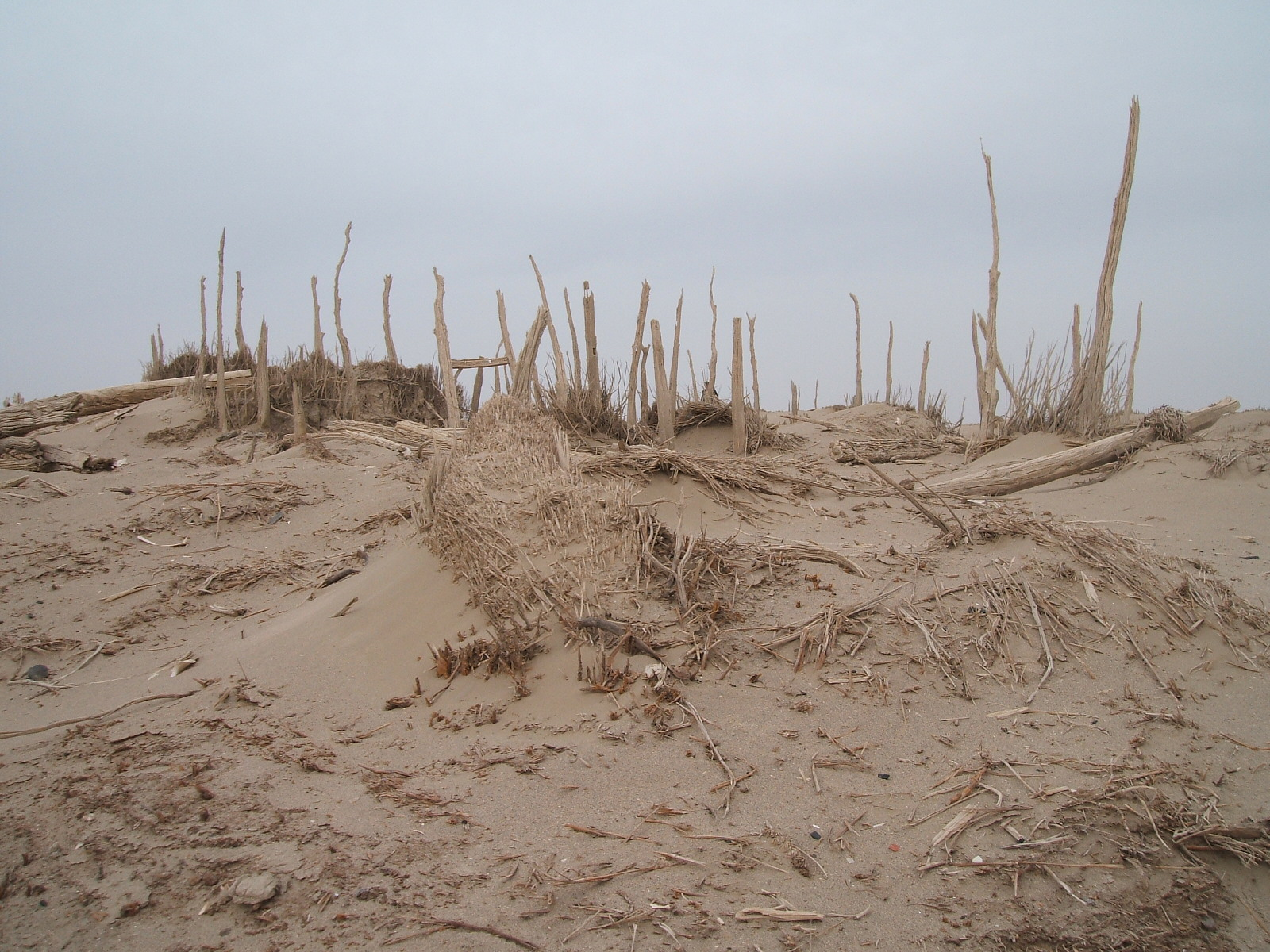
Vue de la sépulture.

Le complexe funéraire de Xiaohe est un site funéraire datant de l'âge du bronze et situé dans la région du Lop Nor au Xinjiang, dans l'ouest de la Chine.

## Description
Le complexe est situé sur une dune oblongue. Il contient environ 330 tombes, dont 160 ont été pillées. Plus d'une trentaine de momies ont été excavées.

## Découverte
Le site est découvert par un chasseur en 1910. L'explorateur et archéologue suédois Folke Bergman le visite en 1934. 
L'Institut archéologique du Xinjiang commence un projet d'excavation en octobre 2003. Depuis cette date, 167 tombes sont découvertes et les excavations révèlent des centaines de tombes plus petites, construites en couches. En 2003, l'opération met au jour un cercueil ayant la forme d'un bateau, enveloppé dans une peau de bœuf, et contenant la momie quasi-intacte d'une jeune femme souriante, appelée par la suite Princesse de Xiaohe.